# Fenyősodrómoly
A fenyősodrómoly (Archips oporana) a valódi lepkék (Glossata) alrendjébe tartozó sodrólepkefélék (Tortricidae) családjának egyik, hazánkban is honos faja.

## Elterjedése, élőhelye
Egész Európában elterjedt faj, amely hazai fenyveseinkben is mindenütt megtalálható.

## Megjelenése
Barna szárnyát sötétbarna minták tarkítják. A hímek szárnyának fesztávolsága 14–19 mm, a nőstényeké 14–29 mm.

## Életmódja
Évente egy nemzedéke kel ki, a hernyók telelnek át.
Polifág faj, de csak a tűlevelűeken. Fő tápnövényei:
- erdeifenyő (Pinus silvestris),
- közönséges jegenyefenyő (Abies alba),
- közönséges lucfenyő (Picea abies),
- vörösfenyő (Larix decidua),
- közönséges boróka (Juniperus communis).

A fiatal hernyók a tűkben aknáznak, az idősebb hernyók csővé szövik a tűket, majd a csőben bábozódnak be.

## Külső hivatkozások
- Mészáros Zoltán – Szabóky Csaba: A magyarországi molylepkék gyakorlati albuma. Budapest: Agroinform. 2005.  arch Hozzáférés: 2018. április 6. (PDF)